# 挪威海德鲁
挪威海德鲁（英語：Norsk Hydro；又稱：海德羅，英語：、前稱：Norsk hydro-elektrisk Kvælstofaktieselskab），是一家擁有金屬和可再生能源業務技術的跨國公司和上市公司，為全球最大的鋁業公司之一。

## 歷史
1905年，成立了Norsk hydro-elektrisk Kvælstofaktieselskab。
1927年，挪威海德羅和IG Farben創建了合作關係。
1941年，奧斯陸聯盟投入的資金相當於2014年挪威克朗1.27億歐元，該財團包括Thomas Fearnley，Orkla，Fred Olsen，Storebrand，Jens P. Heyerdahl，Klaveness＆Co，Christopher Kahrs Kielland，與納粹德國政權的合作沒有導致任何公司僱員被定罪戰後合作。
1965年，挪威海德羅加入Elf Aquitaine和其他六家法國公司，組成Petronord在北海進行石油和天然氣勘探，很快成為北海石油行業的一家大公司，並成為多個領域的運營商，第一個是Oseberg。
1969年，挪威海德羅開始了其第一次國際業務，擁有卡塔爾化肥廠25%的股份。
1973年，挪威海德羅收購了Harvey Aluminum。
1985年，挪威海德羅收購了挪威、瑞典和丹麥的Mobil服務站品牌。
1986年，挪威海德羅收購了Årdalog Sunndal Verk。
1995年，挪威海德羅將其在挪威和丹麥的加油站與Texaco合併，成立了合資企業HydroTexaco。
1999年，挪威海德羅收購了挪威第三大石油公司Saga石油公司，該公司主要在挪威和英國進行主要上游業務。
2004年，挪威海德羅的化肥業務以Yara國際的名義作為獨立股份上市公司分拆，將其所有Yara股份分配給股東，目前在Yara沒有所有權。
2006年，挪威海德羅透露了一項將其石油業務與兼併石油和天然氣公司挪威國家石油公司合併的建議。根據歐洲經濟區的規定，該提案於2007年5月3日獲得歐盟批准，並於2007年6月8日獲得挪威議會的批准。該合併於2007年10月1日完成。挪威海德羅的股東佔新公司的32.7%，挪威國家石油佔其餘的67.3%，HydroTexaco被出售給Reitangruppen。
2010年，挪威海德羅和卡塔爾石油公司在卡塔爾成立了合資企業Qatalum，收購了Vale和Wells Aluminum。
2011年，挪威海德羅收購了Vale在巴西擁有的鋁資產。
2012年，Wells Aluminum從德國公用事業公司E.ON和法國建築系統公司Technal收購了德國領先的鋁生產商Vereinigte Aluminum Werke。
2013年，挪威海德羅將其鋁擠壓業務與Sapa的業務相結合，使Sapa成為Orkla的合資企業。
2017年，挪威海德羅收購了Orkla在Sapa的50%所有權，作為新業務領域Extruded Solutions。

## 部門
在挪威擁有Magnor、Rjukan、Raufoss、Vennesla、Karmøy、Høyanger、Årdal、Husnes、Sunndalsøra和Holmestrand的工廠，大多數員工都在挪威以外的工廠和辦公室工作，如德國和巴西，在美國的僱員比任何其他挪威公司都多。Hydro Oil & Gas負責石油和天然氣業務。

## 人物
- 首席執行官
  - 1905年－1917年：山姆·艾德
  - 1918年－1926年：Harald Bjerke
  - 1926年－1941年：Axel Aubert
  - 1941年－1956年：Bjarne Eriksen
  - 1956年－1967年：Rolf Østbye
  - 1967年－1977年：Johan B. Holte
  - 1977年－1984年：Odd Narud
  - 1984年－1991年：Torvild Aakvaag
  - 1991年－2001年：Egil Myklebust
  - 2001年－2009年：Eivind Reiten
  - 2009年：Svein Richard Brandtzæg

## 外部連結
- （英文）挪威海德羅 （页面存档备份，存于）